# Venturi

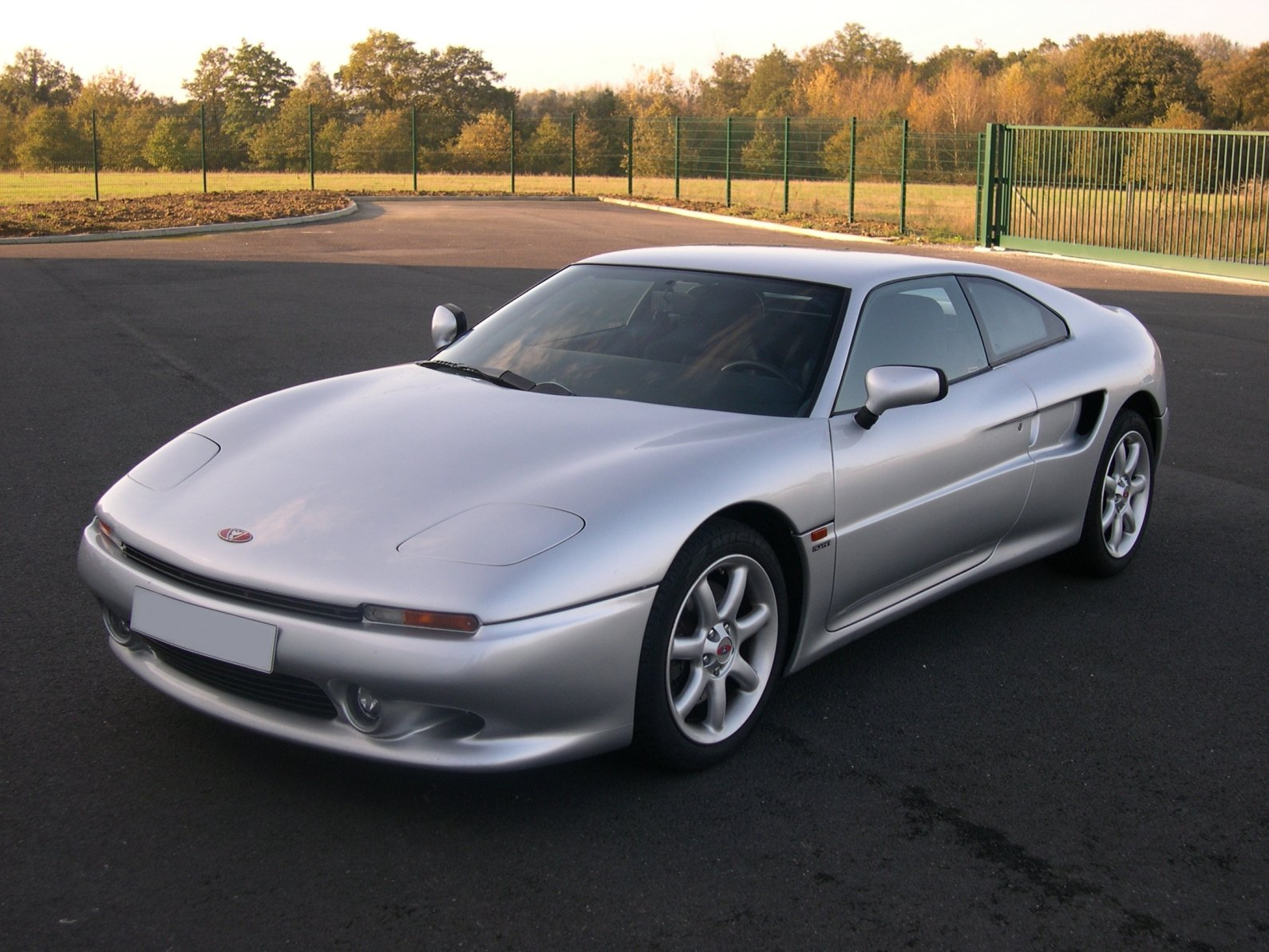
Venturi 300 Atlantique

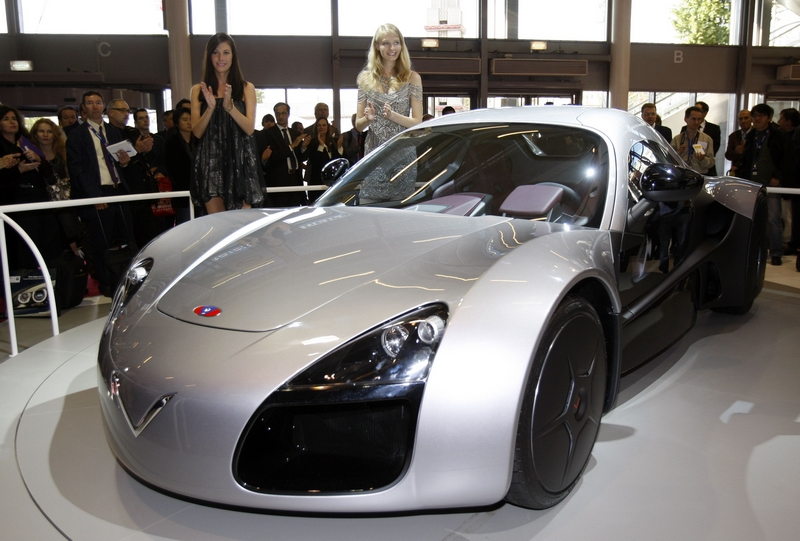
Venturi Volage

Venturi – przedsiębiorstwo produkujące samochody sportowe i elektryczne mające swoją siedzibę w Monako. Dawniej przedsiębiorstwo mieściło się w Cholet i Couëron we Francji.

## Historia
Przedsiębiorstwo powstało we Francji w roku 1984. W 1990 roku zmieniono nazwę z MSV na Venturi S.A.. W styczniu 2000 roku Venturi zbankrutowało, natomiast w lipcu tego samego roku zakład przejął Gildo Pallanca Pastor. W 2002 roku na salonie w Genewie został pokazany Fétish o napędzie elektrycznym. Ostatnim pokazanym modelem jest także o napędzie elektrycznym model Volage.

## Modele
- MVS Venturi
- Venturi Atlantique
- Venturi 400 GT
- Venturi Fétish
- Venturi GT3
- Venturi Astrolab
- Venturi Eclectic
- Venturi Volage

## Produkcja
- 1992: 75 egzemplarzy
- 1993: 24 egzemplarzy
- 1994: 26 egzemplarzy
- 1995: 41 egzemplarzy
- 1996: 28 egzemplarzy
- 1997: 35 egzemplarzy
- 1998: 25 egzemplarzy
- 1999: 10 egzemplarzy

## Sporty motorowe
Jesienią 1991 roku Venturi zakupiło 65% udziałów w zespole Formuły 1 Larrousse. Na 1992 wystawiono model Venturi LC92 napędzany silnikami Lamborghini; jego kierowcami byli Bertrand Gachot i Ukyō Katayama. Venturi zdołało wywalczyć jeden punkt za szóste miejsce Gachota w Grand Prix Monako. We wrześniu 1992 roku firma sprzedała udziały grupie Comstock.
W 2013 roku właściciel Venturi, Gildo Pallanca Pastor, wraz z Leonardem DiCaprio zgłosił zespół Venturi Grand Prix do inauguracyjnego sezonu 2014/2015 Formuły E.

### Wyniki
| Legenda oznaczeń w tabelach wyników Wyświetl szablon na nowej stronie | Legenda oznaczeń w tabelach wyników Wyświetl szablon na nowej stronie                                                                     |
| Oznaczenie                                                            | Wyjaśnienie |
| --------------------------------------------------------------------- | --- |
| Złoty                                                                 | Zwycięzca lub mistrzostwo |
| Srebrny                                                               | 2. miejsce lub wicemistrzostwo |
| Brązowy                                                               | 3. miejsce lub II wicemistrzostwo |
| Zielony                                                               | Ukończył, punktował (w klasyfikacji generalnej, gdy zdobył co najmniej jeden punkt na przestrzeni sezonu, poza trzema powyższymi opcjami) |
| Niebieski                                                             | Ukończył, nie punktował (w klasyfikacji generalnej, gdy nie zdobył co najmniej jednego punktu na przestrzeni sezonu)                      |
| Czerwony                                                              | Nie zakwalifikował się (NZ) |
| Czerwony                                                              | Nie prekwalifikował się (NPK) |
| Różowy                                                                | Nie ukończył (NU) |
| Różowy                                                                | Niesklasyfikowany (NS) (w klasyfikacji generalnej, gdy nie został sklasyfikowany w żadnym wyścigu sezonu)                                 |
| Czarny                                                                | Zdyskwalifikowany (DK) |
| Czarny                                                                | Wykluczony (WYK/EX) |
| Biały                                                                 | Nie wystartował (NW) |
| Biały                                                                 | Kontuzjowany (K/INJ) |
| Biały                                                                 | Wyścig odwołany (OD/C) |
| Bez koloru                                                            | Został wycofany (WYC/WD) |
| Bez koloru                                                            | Nie przybył (NP/DNA) |
| Bez koloru                                                            | Nie brał udziału w treningach (NT/DNP) |
| Bez koloru                                                            | Nie został zgłoszony (–) |
| Pogrubienie                                                           | Start z pole position |
| Kursywa                                                               | Najszybsze okrążenie wyścigu |
| †                                                                     | Nie ukończył, ale jego rezultat został zaliczony ze względu na przejechanie więcej niż 90% dystansu wyścigu.                              |
| *                                                                     | Sezon w trakcie |
| 1/2/3                                                                 | Punktowana pozycja w sprincie kwalifikacyjnym                                                                                             |
| Lista systemów punktacji Formuły 1                                    | |

#### Formuła 1
| Sezon | Zespół                         | Samochód     | Kierowcy        | Wyniki w poszczególnych eliminacjach | Wyniki w poszczególnych eliminacjach | Wyniki w poszczególnych eliminacjach | Wyniki w poszczególnych eliminacjach | Wyniki w poszczególnych eliminacjach | Wyniki w poszczególnych eliminacjach | Wyniki w poszczególnych eliminacjach | Wyniki w poszczególnych eliminacjach | Wyniki w poszczególnych eliminacjach | Wyniki w poszczególnych eliminacjach | Wyniki w poszczególnych eliminacjach | Wyniki w poszczególnych eliminacjach | Wyniki w poszczególnych eliminacjach | Wyniki w poszczególnych eliminacjach | Wyniki w poszczególnych eliminacjach | Wyniki w poszczególnych eliminacjach | Wyniki kierowców | Wyniki kierowców | Wyniki konstruktora | Wyniki konstruktora |
| 1992  |                                |              |                 |                                      | Meksyk                               | Brazylia                             | Hiszpania                            | San Marino                           | Monako                               | Kanada                               | Francja                              | Wielka Brytania                      | Niemcy                               | Węgry                                | Belgia                               | Włochy                               | Portugalia                           | Japonia                              | Australia                            | Pkt.             | Msc.             | Pkt.                | Msc.                |
| ----- | ------------------------------ | ------------ | --------------- | ------------------------------------ | ------------------------------------ | ------------------------------------ | ------------------------------------ | ------------------------------------ | ------------------------------------ | ------------------------------------ | ------------------------------------ | ------------------------------------ | ------------------------------------ | ------------------------------------ | ------------------------------------ | ------------------------------------ | ------------------------------------ | ------------------------------------ | ------------------------------------ | ---------------- | ---------------- | ------------------- | ------------------- |
| 1992  | Central Park Venturi Larrousse | Venturi LC92 | Bertrand Gachot | NU                                   | 11                                   | NU                                   | NU                                   | NU                                   | 6                                    | DK                                   | NU                                   | NU                                   | 14                                   | NU                                   | 18                                   | NU                                   | NU                                   | NU                                   | NU                                   | 1                | 19               | 1                   | 13                  |
| 1992  | Central Park Venturi Larrousse | Venturi LC92 | Ukyō Katayama   | 12                                   | 12                                   | 9                                    | NZ                                   | NU                                   | NPK                                  | NU                                   | NU                                   | NU                                   | NU                                   | NU                                   | 17                                   | 9                                    | NU                                   | 11                                   | NU                                   | 0                | 25               | 1                   | 13                  |

#### Formuła E
| Sezon     | Samochód      | Układ napędowy                   | Kierowcy           | Wyniki w poszczególnych eliminacjach | Wyniki w poszczególnych eliminacjach | Wyniki w poszczególnych eliminacjach | Wyniki w poszczególnych eliminacjach | Wyniki w poszczególnych eliminacjach | Wyniki w poszczególnych eliminacjach | Wyniki w poszczególnych eliminacjach | Wyniki w poszczególnych eliminacjach | Wyniki w poszczególnych eliminacjach | Wyniki w poszczególnych eliminacjach | Wyniki w poszczególnych eliminacjach | Wyniki w poszczególnych eliminacjach | Wyniki w poszczególnych eliminacjach | Wyniki w poszczególnych eliminacjach | Wyniki w poszczególnych eliminacjach | Wyniki kierowców | Wyniki kierowców | Wyniki zespołu | Wyniki zespołu |
| 2014/2015 |               |                                  |                    |                                      | Malezja                              | Urugwaj                              | Argentyna                            | Stany Zjednoczone                    | Stany Zjednoczone                    | Monako                               | Niemcy                               | Rosja                                | Wielka Brytania                      | Wielka Brytania                      |                                      |                                      |                                      |                                      | Pkt.             | Msc.             | Pkt.           | Msc.           |
| --------- | ------------- | -------------------------------- | ------------------ | ------------------------------------ | ------------------------------------ | ------------------------------------ | ------------------------------------ | ------------------------------------ | ------------------------------------ | ------------------------------------ | ------------------------------------ | ------------------------------------ | ------------------------------------ | ------------------------------------ | ------------------------------------ | ------------------------------------ | ------------------------------------ | ------------------------------------ | ---------------- | ---------------- | -------------- | -------------- |
| 2014/2015 | Spark SRT_01E | SRT_01E                          | Nick Heidfeld      | 13†                                  | DK                                   | 10                                   | 8                                    | 12                                   | 11                                   | 10                                   | 5                                    | 3                                    | 13                                   | NU                                   |                                      |                                      |                                      |                                      | 31               | 12               | 53             | 9              |
| 2014/2015 | Spark SRT_01E | SRT_01E                          | Stéphane Sarrazin  | 9                                    | 12                                   | NU                                   | 10                                   | NU                                   | 10                                   | 7                                    | 6                                    | 14                                   | 10                                   | 15                                   |                                      |                                      |                                      |                                      | 22               | 14               | 53             | 9              |
| 2015/2016 |               |                                  |                    |                                      | Malezja                              | Urugwaj                              | Argentyna                            | Meksyk                               | Stany Zjednoczone                    | Francja                              | Niemcy                               | Wielka Brytania                      | Wielka Brytania                      |                                      |                                      |                                      |                                      |                                      | Pkt.             | Msc.             | Pkt.           | Msc.           |
| 2015/2016 | Spark SRT_01E | Venturi VM200-FE-01              | Stéphane Sarrazin  | 9                                    | 4                                    | 9                                    | 4                                    | 9                                    | 2                                    | 5                                    | 10                                   | 10                                   | 5                                    |                                      |                                      |                                      |                                      |                                      | 70               | 6                | 77             | 6              |
| 2015/2016 | Spark SRT_01E | Venturi VM200-FE-01              | Jacques Villeneuve | 14                                   | 11                                   | NW                                   |                                      |                                      |                                      |                                      |                                      |                                      |                                      |                                      |                                      |                                      |                                      |                                      | 0                | 20               | 77             | 6              |
| 2015/2016 | Spark SRT_01E | Venturi VM200-FE-01              | Mike Conway        |                                      |                                      |                                      | 15                                   | 12                                   | 10                                   | 14                                   | 8                                    | 9                                    | 13                                   |                                      |                                      |                                      |                                      |                                      | 7                | 16               | 77             | 6              |
| 2016/2017 |               |                                  |                    | Hongkong                             | Maroko                               | Argentyna                            | Meksyk                               | Monako                               | Francja                              | Niemcy                               | Niemcy                               | Stany Zjednoczone                    | Stany Zjednoczone                    | Kanada                               | Kanada                               |                                      |                                      |                                      | Pkt.             | Msc.             | Pkt.           | Msc.           |
| 2016/2017 | Spark SRT_01E | Venturi VM200-FE-02              | Stéphane Sarrazin  | 10                                   | 12                                   | 12                                   | 15                                   | 15                                   | 10                                   |                                      |                                      |                                      |                                      |                                      |                                      |                                      |                                      |                                      | 2 (36)           | 10               | 30             | 9              |
| 2016/2017 | Spark SRT_01E | Venturi VM200-FE-02              | Tom Dillmann       |                                      |                                      |                                      |                                      |                                      | 8                                    | 18                                   | 15                                   | 13                                   | 7                                    | 10                                   | 10                                   |                                      |                                      |                                      | 12               | 19               | 30             | 9              |
| 2016/2017 | Spark SRT_01E | Venturi VM200-FE-02              | Maro Engel         | 9                                    | NU                                   | NU                                   | NU                                   | 5                                    |                                      | 9                                    | NU                                   | NU                                   | NU                                   | 12                                   | 18                                   |                                      |                                      |                                      | 16               | 17               | 30             | 9              |
| 2017/2018 |               |                                  |                    | Hongkong                             | Hongkong                             | Maroko                               | Chile                                | Meksyk                               | Urugwaj                              | Włochy                               | Francja                              | Niemcy                               | Szwajcaria                           | Stany Zjednoczone                    | Stany Zjednoczone                    |                                      |                                      |                                      | Pkt.             | Msc.             | Pkt.           | Msc.           |
| 2017/2018 | Spark SRT_01E | Venturi VM200-FE-03              | Edoardo Mortara    | 7                                    | 2                                    | 17†                                  | 13                                   | 8                                    | 17                                   | 10                                   | 13                                   |                                      | NU                                   |                                      |                                      |                                      |                                      |                                      | 29               | 13               | 72             | 7              |
| 2017/2018 | Spark SRT_01E | Venturi VM200-FE-03              | Tom Dillmann       |                                      |                                      |                                      |                                      |                                      |                                      |                                      |                                      | 13                                   |                                      | 4                                    | NU                                   |                                      |                                      |                                      | 12               | 18               | 72             | 7              |
| 2017/2018 | Spark SRT_01E | Venturi VM200-FE-03              | Maro Engel         | 13                                   | 7                                    | 12                                   | NU                                   | 16                                   | 10                                   | 8                                    | 4                                    | 8                                    | 11                                   | 8                                    | NU                                   |                                      |                                      |                                      | 31               | 12               | 72             | 7              |
| 2018/2019 |               |                                  |                    | Arabia Saudyjska                     | Maroko                               | Chile                                | Meksyk                               | Hongkong                             |                                      | Włochy                               | Francja                              | Monako                               | Niemcy                               | Szwajcaria                           | Stany Zjednoczone                    | Stany Zjednoczone                    |                                      |                                      | Pkt.             | Msc.             | Pkt.           | Msc.           |
| 2018/2019 | Spark SRT05e  | Venturi VFE05                    | Felipe Massa       | 17                                   | 18                                   | NU                                   | 8                                    | 5                                    | 10                                   | NU                                   | 9                                    | 3                                    | 15                                   | 8                                    | 16†                                  | 15                                   |                                      |                                      | 36               | 15               | 88             | 8              |
| 2018/2019 | Spark SRT05e  | Venturi VFE05                    | Edoardo Mortara    | 19                                   | 13                                   | 4                                    | 3                                    | 1                                    | 13                                   | NU                                   | NU                                   | NU                                   | 11                                   | NU                                   | NU                                   | NU                                   |                                      |                                      | 52               | 14               | 88             | 8              |
| 2019/2020 |               |                                  |                    | Arabia Saudyjska                     | Arabia Saudyjska                     | Chile                                | Meksyk                               | Maroko                               | Niemcy                               | Niemcy                               | Niemcy                               | Niemcy                               | Niemcy                               | Niemcy                               |                                      |                                      |                                      |                                      | Pkt.             | Msc.             | Pkt.           | Msc.           |
| 2019/2020 | Spark SRT05e  | Mercedes-Benz EQ Silver Arrow 01 | Felipe Massa       | 12                                   | 17                                   | 9                                    | NU                                   | 17                                   | NU                                   | NU                                   | 19                                   | 10                                   | 13                                   | 16                                   |                                      |                                      |                                      |                                      | 3                | 22               | 44             | 10             |
| 2019/2020 | Spark SRT05e  | Mercedes-Benz EQ Silver Arrow 01 | Edoardo Mortara    | 7                                    | 4                                    | NU                                   | 8                                    | 5                                    | 17                                   | 8                                    | 14                                   | 14                                   | 8                                    | 10                                   |                                      |                                      |                                      |                                      | 41               | 14               | 44             | 10             |
| 2020/2021 |               |                                  |                    | Arabia Saudyjska                     | Arabia Saudyjska                     | Włochy                               | Włochy                               | Hiszpania                            | Hiszpania                            | Monako                               | Meksyk                               | Meksyk                               | Stany Zjednoczone                    | Stany Zjednoczone                    | Wielka Brytania                      | Wielka Brytania                      | Niemcy                               | Niemcy                               | Pkt.             | Msc.             | Pkt.           | Msc.           |
| 2020/2021 | Spark SRT05e  | Mercedes-Benz EQ Silver Arrow 02 | Edoardo Mortara    | 2                                    | NW                                   | NU                                   | 4                                    | NU                                   | 9                                    | 12                                   | 3                                    | 1                                    | 14                                   | 17                                   | 9                                    | 11                                   | 2                                    | NU                                   | 92               | 2                | 146            | 7              |
| 2020/2021 | Spark SRT05e  | Mercedes-Benz EQ Silver Arrow 02 | Norman Nato        | 14                                   | 16                                   | 11                                   | DK                                   | NS                                   | 5                                    | 13                                   | 14                                   | NU                                   | 15                                   | 7                                    | NS                                   | NU                                   | 4                                    | 1                                    | 54               | 18               | 146            | 7              |